# Умберту Делгаду

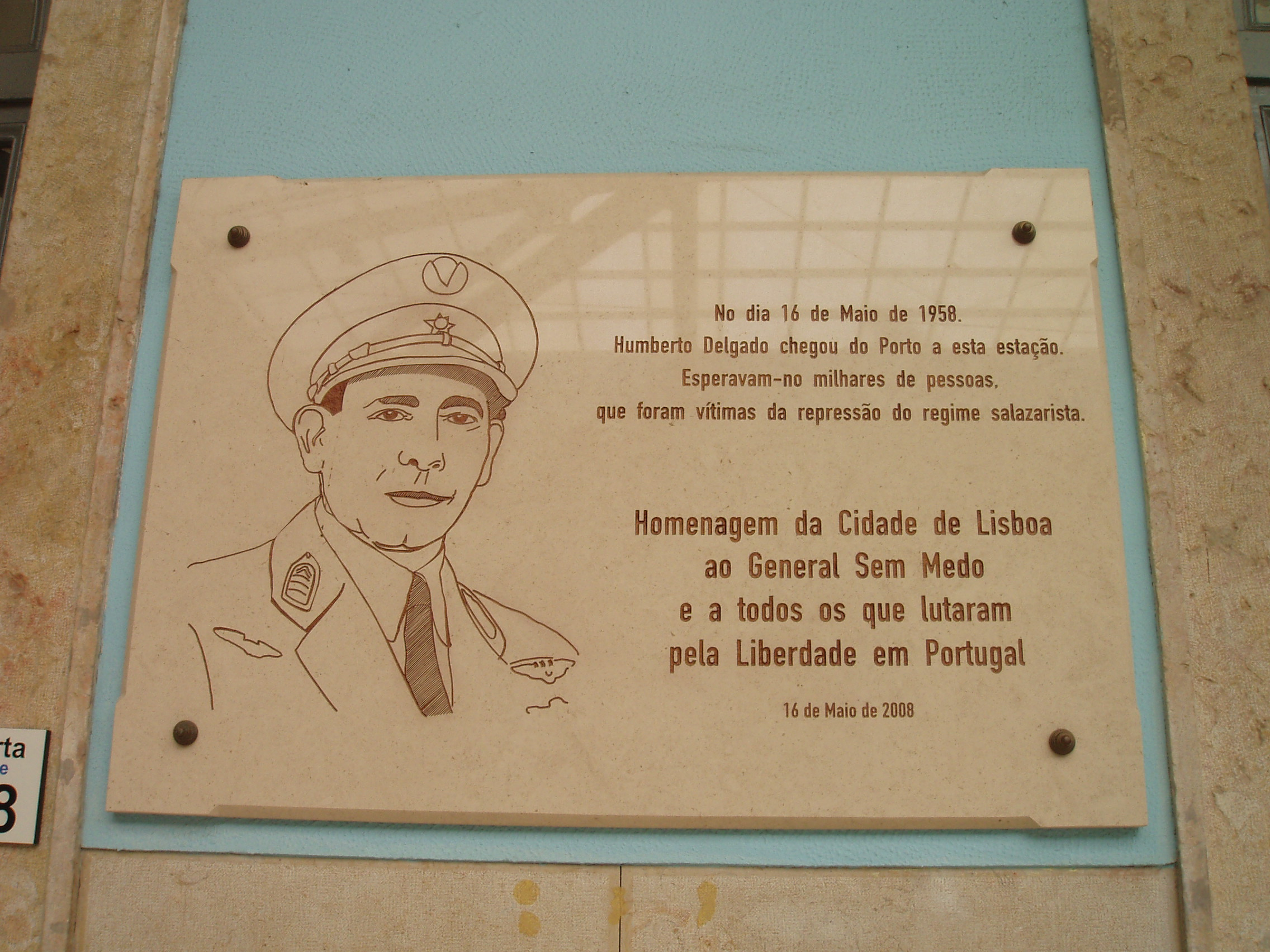
Меморіальна дошка на честь Делгаду в Лісабоні на вокзалі Санта-Аполонія.

Умберту да Сілва Делгаду (порт. Humberto da Silva Delgado; 15 травня 1906, Брогейра, Торріш-Новаш — 13 лютого 1965, Олівенса) — генерал ПС Португалії, один з лідерів демократичної опозиції правоавторитарному режиму Антоніу де Олівейри Салазара.

## Військова кар'єра
Почав військову кар'єру, вступивши до військового коледжу у 1916 році і досить швидко дослужився посади директора Національного управління цивільної авіації, головнокомандувача Португальського легіону, заступника національного комісара Португальської молоді і прокуратора Корпоративної палати.
Спочатку Делгаду брав участь у Національній революції 1926 року, був активним прихильником диктатора Антоніу де Олівейри Салазара, 1933 року написав книгу антидемократичної спрямованості, а 1941 року захоплювався «генієм» Гітлера. Він став наймолодшим генералом у португальській історії. 1952 року призначений на посаду військового й авіаційного аташе посольства Португалії в США. Американський досвід позначився на його політичних поглядах, і він дедалі критично ставився до урядущого режиму.

## Президентські вибори
Коли президент Франсішку Іжину Кравейру Лопіш був змушений піти у відставку на вимогу Салазара, і в Португалії періоду диктатури мали відбутися перші та єдині альтернативні всенародні президентські вибори, Делгаду виступив на них як кандидат, альтернативний міністру ВМФ крайньому консерватору, який користувався підтримкою влади Амеріку Томаша. У знаменитому інтерв'ю від 10 травня 1958 року в кафе «Золотий ключ» на запитання про своє ставлення до диктатора, прем'єр-міністру Салазару заявив: «Звичайно ж, я його звільню!!».
За свою відвертість отримав прізвисько «Безстрашний генерал» (порт. General sem Medo). Під час виборів отримав лише 25 % голосів, тоді як його суперник Амеріку Томаш — 52,6 %. Громадська думка звинувачувала диктатуру у підтасовуванні результатів виборів.

## Опозиційна діяльність
Делгаду відправили у відставку з португальської армії і він сховався в посольстві Бразилії, звідки вирушив на еміграцію. Провів багато часу спочатку в Бразилії, а потім в Алжирі як особистий гість президента Ахмеда Бен Белли.
1964 року заснував у Римі Фронт національного визволення Португалії і заявив, що єдиним способом позбавитися режиму «Нової держави» буде військовий переворот (на відміну від багатьох інших опозиціонерів, які вимагали загальнонаціонального повстання).

## Вбивство
Делгаду та його секретарка Аражарір Морейра ді Кампуш, громадянка Бразилії, були вбиті 13 лютого 1965 року в іспанському містечку Олівенса, розташованому на кордоні з Португалією. Їх заманили в засідку агенти португальської спецслужби ПІДЕ, пообіцявши організувати нелегальний перехід через кордон. Згідно з офіційною версією, Делгаду убили при спробі відбитися, проте в момент захоплення він не мав при собі зброї, а його секретарку задушили. Тіла вбитих знайшли лише через два місяці після вбивства поблизу іспанського села Вілянуева-дель-Фресно.
Після Революції гвоздик у Лісабоні відбувся судовий процес над групою функціонерів ПІДЕ, які звинувачувалися у вбивстві Умберту Делагаду. Серед підсудних були останній директор ПІДЕ Сілва Паїш та його заступник Барб'єрі Кардозу. Більшість із них знаходилися за межами Португалії та звинувачувалися заочно.
Суд відмовився визнати вбивство політично вмотивованим і кваліфікував його лише як «зловживання владою під час виконання поліційного завдання». Проте підсудних було визнано винними. Найбільших термінів заочно отримали безпосередній виконавець убивства Казіміру Монтейру (19 років 8 місяців) і керівник ліквідаційної бригади Антоніу Роза Казаку (8 років).

## Родина
Мав трьох молодших сестер. Був одружений з Марією Івою Теріагою Лейтан Таваріш ді Андраде (1908—2014). У шлюбі народилося троє дітей (син Умберту Іва де Андраде да Сілва Делгаду, пілот цивільної авіації; дочки Іва Умберта де Андраде да Сілва Делгаду та Марія Умберта де Андраде да Сілва Делгаду), у яких безліч онуків.

## Пам'ять
1990 року Делгаду посмертно отримав звання маршала авіації і виявився єдиною особою в Португалії, кому надали це звання. Його ім'ям названо вулицю в Лісабоні, вулиці в інших містах і лісабонський аеропорт. Після Революції гвоздик його останки перепоховали в Національному пантеоні разом із низкою президентів Португалії.